# Lutz Thieme
Lutz Thieme (* 28. September 1966) ist ein deutscher Sportwissenschaftler, Hochschullehrer und ehemaliger Präsident des Landessportbunds Rheinland-Pfalz.

## Leben
Thieme, der die Sportart Schwimmen auf Leistungsniveau betrieb, bestritt von 1988 bis 1990 ein Studium an der Deutschen Hochschule für Körperkultur in Leipzig, welches er 1992 an der Universität Leipzig als Diplomsportlehrer abschloss.
In den Jahren 1991 bis 1993 war Thieme Mitglied Gründungs- und Berufungskommission der sportwissenschaftlichen Fakultät der Universität Leipzig und vertrat in diesem Ausschuss die Belange der Studenten.
In der Zeit von 1990 bis 1994 war Thieme freier Mitarbeiter beim Mitteldeutschen Rundfunk, 1994 und 1995 arbeitete er als stellvertretender Pressesprecher des Sächsischen Staatsministeriums für Umwelt und Landesentwicklung. Zwischen 1995 und 1998 war er beim Verkehrsverbund Oberelbe und von 1998 bis 2001 an der Technischen Universität Dresden jeweils im Marketingbereich tätig. In dieser Zeit schloss er seine Doktorarbeit (Thema: „Ansätze für Umwelterziehung im Sportverein“) an der Uni Leipzig ab.
2001 trat er eine Professorenstelle für Sportmanagement an der Hochschule Koblenz (Campus in Remagen) an, seine Habilitation mit dem Thema „Zur Konstitution des Sportmanagements als Betriebswirtschaftslehre des Sports – Entwicklung eines Forschungsprogramms“ schloss er 2010 an der Universität des Saarlandes ab.
Ab 2004 hatte er Lehraufträge an der Universität Koblenz-Landau sowie der Trainerakademie Köln.
Ab 2005 war Thieme Vorstandsmitglied beim SSF Bonn 1905 und übernahm 2012 das Amt des Vereinsvorsitzenden.
Von 2013 bis 2017 gehörte Thieme als Schatzmeister zum Vorstand der Deutschen Vereinigung für Sportwissenschaft.
Vom 16. Juni 2018 bis zum 6. Februar 2019 war Thieme Präsident des Landessportbunds Rheinland-Pfalz.
Schwerpunkte seiner Forschungstätigkeiten liegen unter anderem im Bereich Sportökonomie, darunter die Ökonomie von Vereinen, Verbänden und Förderungseinrichtungen, und in der Sportentwicklung in Städten sowie im Bereich Sportstätten. 2019 wurde unter seiner Leitung das Forschungsprojekt Bäderleben – Bäder für Leistungs-, Wettkampf-, Schul- und Vereinssport: Schaffung valider empirischer Grundlagen für eine Stadt-, Regional- und Sportstättenentwicklung zur Verwirklichung gleichwertiger Lebensverhältnisse begonnen, das den Aufbau einer deutschlandweiten Datenbank zu Schwimmbädern und Wasserflächen beinhaltet, die den Bäderbestand in Deutschland abbildet. Zudem leitete er Forschungsprojekte zur kommunalen Sportförderung, zu Zusammenhängen von Sport und Kommunalpolitik, sowie zu Strategien von Kommunen beim Thema Sport und Stadtmarketing.
2020 veröffentlichte er eine Studie mit dem Titel Jung stirbt, wen die Götter lieben? Sie kam zu dem Ergebnis, dass Leistungssportler ein höheres Sterberisiko haben als die Durchschnittsbevölkerung.